# Verfeinerung (Informatik)
Unter Verfeinerung versteht man in der Informatik ein Verfahren, bei dem aus einer abstrakten Beschreibung (z. B. Registermaschine, formale Spezifikation mittels Z-Notation) eine konkretere Beschreibung abgeleitet wird. Eine Verfeinerung erhält dabei in der konkreten Beschreibung (bestimmte) Eigenschaften der abstrakten Beschreibung.

## Verfeinerung bei Registermaschinen
Unter der Verfeinerung versteht man in der theoretischen Informatik ein Verfahren, aus verallgemeinerten Registermaschinen korrekte, einfache Registermaschinen zu konstruieren.

### Einfache Registermaschine
Die einfache Registermaschine kennt nur die Befehle
{\displaystyle {\mbox{Register}}_{k}:={\mbox{Register}}_{k}+1},
{\displaystyle {\mbox{Register}}_{k}:={\mbox{Register}}_{k}{\dot {-}}1}
und den Test
{\displaystyle {\mbox{Register}}_{k}=0?},
wobei
{\displaystyle x{\dot {-}}1={\begin{cases}x-1,&{\mbox{wenn}}\,x>0\ \\0,&{\mbox{sonst}}\end{cases}}}
die arithmetische Differenz ist.
Durch diese Definition der Subtraktion erreicht man, dass man innerhalb der natürlichen Zahlen bleibt.

### Registermaschinen für weitere Funktionen
Hat man nun eine Registermaschine geschrieben, die in der Lage ist, beispielsweise zwei Zahlen a und b zu addieren, dann kann man künftig in jeder Registermaschine unmittelbar zwei Register addieren: Man könnte an stelle dieser unmittelbaren Addition auch die Registermaschine für die Addition zweier Zahlen a und b einsetzen.
Diesen Schritt nennt man Verfeinerung.
Eine Registermaschine, die noch verfeinert werden muss, nennt man verallgemeinerte Registermaschine.

### Bedeutung
Durch die Verfeinerung wird es einfacher, zu einer Funktion eine übersichtliche, lesbare und kurze Registermaschine anzugeben. Ein Beispiel zeigt der Beweis der Berechenbarkeit der Cantorschen Paarungsfunktion.